# Lumberport
Lumberport – miasto w Stanach Zjednoczonych, w stanie Wirginia Zachodnia, w hrabstwie Harrison.